# Немолодва (Унечский район)
Немолодва — посёлок в Унечском районе Брянской области России. Входит в состав Старосельского сельского поселения.

## География
Находится в центральной части региона, в зоне хвойно-широколиственных лесов, на расстоянии приблизительно 31 км на восток-северо-восток по прямой от вокзала железнодорожной станции Унеча.

### Климат
Климат характеризуется как умеренно континентальный, с тёплым летом и умеренно холодной зимой. Среднегодовая многолетняя температура воздуха составляет 5,6 °С. Абсолютный максимум температуры воздуха составляет 34 °C; абсолютный минимум — −29,8 °C. Продолжительность вегетационного периода — 170—200 дней. Среднегодовое количество атмосферных осадков составляет 547 мм, из которых большая часть выпадает в тёплый период.

## История
Известен с 1930-х годов. На карте 1941 года отмечен как Немолодова с 10 дворами.

## Население
| 2010 | 2013 |
| ---- | ---- |
| 3    | →3   |

### Национальный состав
Согласно результатам переписи 2002 года, в национальной структуре населения русские составляли 100 % из 5 чел.